# Al-Qurtubī
Al-Qurtubī (arabisch أبو عبد الله محمد بن أحمد بن أبي بكر بن فرح الأنصاري الخزرجي الأندلوسي القرطبي, DMG Abū ʿAbd Allāh Muḥammad b. Aḥmad b. Abī Bakr b. Farḥ al-Anṣārī al-Ḫazraǧī al-Andalusī al-Qurṭubī, geb. 1214 in Córdoba, Spanien; gest. 1272 in Munya Banī Ḫuṣaib, Oberägypten) war ein islamischer Gelehrter der malikitischen Rechtsschule aus Andalusien.

## Leben
Über sein Leben ist nur wenig bekannt. Gesichert ist, dass er zu denjenigen muslimischen Gelehrten gehörte, welche zum Studium Andalusien verließen. Al-Qurtubī erwarb dadurch ein großes Spektrum an Wissen. Darüber hinaus war er als frommer und gläubiger Asket bekannt. So soll er stets nur mit einem Kleidungsstück und einer kleinen Kappe in die Öffentlichkeit gegangen sein.
Adh-Dhahabī beschrieb al-Qurtubī als einen „der hervorragendsten islamischen Gelehrten“. Al-Qurtubī vermehrte laut adh-Dhahabīs Bericht zeit seines Lebens stetig sein Wissen und verfasste eine Vielzahl von Werken. Deshalb und durch sein breites Wissen wurde al-Qurtubī als besonders herausragend betrachtet.

## Werke (Auswahl)

### Tafsīr al-Qurtubī
Er ist der Verfasser des Werkes al-Ǧāmiʿ li-aḥkām al-Qurʾān wa l-mubayin li-mā taḍammanahu min as-sunna wa āy al-Furqān, welches auch unter dem Namen Tafsīr al-Qurṭubī  (تفسير القرطبي) bekannt ist und ihn berühmt machte.
Darin betont al-Qurtubī von Beginn an den Wert des Korans und die besondere Stellung der mudschtahidūn, da sich diese Gelehrten um diejenige Bedeutung bemühen würden, die Gott den Menschen zukommen lassen wollte. Dabei hat der Mudschtahid auch die Aufgabe, bei seiner Arbeit stets daran zu denken, was Gott verbietet. Zudem solle er Gott beständig fürchten und ihn zu jeder Zeit respektieren; der Mudschtahid ist dabei auch Träger der Last jeder Propheten.
In Kapitel 17 schreibt er, dass diejenigen, die Wissen aus dem Koran erreichen wollen, sich von allen heuchlerischen Überlegungen des Selbst befreien (taḥḏīr min al-riyāʾ), sich durch Tauba und Ināba Gott zuwenden und durch die eigene Reinigung Aufrichtigkeit (iḫlās) erlangen. Der Islamwissenschaftler Roger Arnaldez meint dazu, dass man diese Passage aufgrund der Begriffe riyāʾ und iḫlās als vom Sufismus inspirierte Frömmigkeit interpretieren könnte. Tatsächlich folgt dann in Kapitel 20 eine Beschreibung von denjenigen Dingen, die die Seele beobachten müsse und nicht vernachlässigen dürfe. Des Weiteren behandelt al-Qurtubī in seinem Werk Themen wie Respekt gegenüber dem Koran, Koraninterpretation durch Hadīthe und wie man Koran und Sunna studieren und verstehen soll.
Kapitel 49 beinhaltet eine detaillierte Entstehungsgeschichte des Korans, die auch die Zusammenstellung unter dem Kalifen ʿUthmān beschreibt. Daneben beschäftigt sich al-Qurtubī noch mit wichtigen Begriffen wie sūra, ayā, kalima oder ḥarf und nicht-arabischen Wörtern im Koran.
Besonders ist in Tafsīr al-Qurtubī die Verwendung vieler Hadīthe, die nicht bei at-Tabarī auftauchen. Allgemein ist al-Qurtubī weniger an den Überlieferungsketten (isnād) als mehr an dem Inhalt der Hadīthe (matn) interessiert. Die verwendeten Hadīthe sind deshalb in der Reihenfolge geordnet, in der sie inhaltlich Aufschluss über einen Vers geben können. In diesem Sinne ähnelt das Tafsīr al-Qurtubī vielmehr einem Werk im Fiqh, eine Erklärung von Arnaldez, die sich in der Einleitung zum zweiten Teil des Werkes findet: „Dieses Werk ist ein solches, dass es der Leser fast schon im Bereich des Fiqh anwenden kann“.
Ein Teil des Werkes ist auch ein philologischer und stilistischer Kommentar mit Methoden der Grammatik, Rhetorik und adab (Literaturwissenschaft). Al-Qurtubī behandelt auch Fragen des kalām, die er teilweise selbst kommentiert. Anders als Fachr ad-Dīn ar-Rāzī jedoch ist sein Ziel nicht philosophische Konzepte aus dem Koran abzuleiten. Zum Schluss reduziert er in großem Maße die Isrāʾīlīyāt, wobei er sie nicht gänzlich außen vor lässt.
Band I ist auf Englisch online aufrufbar, weitere Bände wurden und werden aktuell ins Englische übersetzt.

### Kitāb at-tadhkira fī ahwāl al-mawtā wa-umūr al-āchira
In seinem dreibändigen Werk Kitāb at-taḏkira fī aḥwāl al-mawtā wa-umūr al-āḫira (Memorandum über die Verhältnisse der Toten und die Angelegenheiten des Jenseits), welches von dem Islamwissenschaftler Ahmed al-Ahmed im Rahmen einer Dissertation an der Universität zu Köln bearbeitet wurde, beschäftigt sich al-Qurtubī mit Aspekten des Todes und des Jenseits.
In der kurzen Einleitung schreibt al-Qurtubī, dass er dieses Werk verfasst hatte, um „über den Tod und die Zustände der Toten, über die Versammlung und die Verteilung, über das Paradies und die Hölle, über die Zwietracht und die Vorzeichen des Jenseits“ Auskunft zu geben. Sein eigenes Wohl ist ihm aber auch wichtig und deshalb erhofft er sich durch das Verfassen dieses Werkes am Tag des jüngsten Gerichts die Fürsprache von Muhammad vor Gott.
Im Gegensatz zu vor ihm geschriebenen Werken über diese Thematik beschäftigt sich al-Qurtubī laut al-Ahmed am umfangreichsten mit dem Jenseits. Zudem führe al-Qurtubī die Anordnung der Themen systematischer aus: jedes Kapitel beginnt mit den islamischen Quellen, gefolgt von der Meinung anderer Gelehrter und schließlich seiner eigenen.
Inhaltlich beschäftigt sich das erste Buch mit der Situation des Menschen nach dem Tode, das zweite Buch mit der Einteilung der Menschen in diejenigen, die ins Paradies gehen, und denjenigen, die in die Hölle müssen und das dritte Buch schlussendlich mit der endzeitlichen Schlacht, dem Antichristen und dem Teufel.
Das arabische Original ist online aufrufbar.

### Weitere Werke
Sämtliche hier aufgeführten Werke sind dem Artikel von Arnaldez in der EI² entnommen.
- Urǧūza, über die Namen Muhammads
- al-Asnā fī šarḥ asmāʾ allāh al-ḥusnā, über die Interpretation der schönsten Gottesnamen.
- Šarḥ at-Taḫaṣṣī
- Kitāb Qamʿ al-ḥirṣ bi ’l-zuhd wa ’l-qanāʿa wa-radd d̲ill al-suʾāl bi ’l-kutūb wa ’l-šafāʿa
- at-Tad̲kār fī afḍal al-ad̲kār

## Sonstiges
In Bogotá, Kolumbien wurde ein Islamzentrum mit dem Namen „El Centro de Estudios Islámicos Al-Qūrtubi [sic!]“ (al-Qurtubī-Zentrum für Islamstudien) errichtet.